# Bréviaire d'Alaric
Pour les articles homonymes, voir Bréviaire (homonymie).
Droit romano-germain
Droit du haut Moyen Âge
Code de Théodose
Le Bréviaire d'Alaric (en latin : breviarium alarici ou breviarium alaricianum, c'est-à-dire « abrégé d'Alaric »), appelé aussi code Alaric ou lex romana visigotorum,  est un recueil de droit romano-germain promulgué par le roi wisigoth Alaric II en 506 à Aire-sur-l'Adour.
Il s'agit principalement d'une compilation et d'une interprétation du Code de Théodose (438), faite par Anien et destinée aux sujets gallo-romains et romano-hispaniques des Wisigoths.

## L'élaboration et le contenu du Bréviaire

### Le processus d'édition et de promulgation
Le bréviaire semble avoir été pour l’essentiel rédigé par des juristes (prudentes) qui ont choisi des extraits du droit romain et rédigé les commentaires ou « interprétations ». Le texte a été soumis pour consultation aux évêques et nobles. Enfin, le roi a donné son autorité royale au bréviaire début février 506 à Toulouse, dans des directives (Commonitorium) envoyées au comte Timotheus, ou début février 507 :

« C'est en ayant à l’esprit le service de notre peuple, par la miséricorde de Dieu, que nous corrigeons également par un examen plus approfondi tout ce qui peut sembler injuste dans les lois. Ainsi, toute l'obscurité des lois des Romains et du droit ancien, amenée à la lumière d'une meilleure compréhension par l'application d'évêques et de nobles, pourra resplendir et il n’y aura plus aucun point ambigu qui amène les parties en procès à s'affronter à coup d'objections diverses et interminables. Après que tous ces textes ont été transcrits dans un style plus simple et ont été rassemblés en un seul livre selon le choix des jurisconsultes, l’approbation des vénérables évêques et de personnes choisies parmi les provinciaux est venue confirmer ces passages qui ont été sélectionnés et ont été assortis d'une interprétation plus claire. »

Le processus de promulgation s'est achevé par la souscription, c'est-à-dire l’apposition de la signature authentifiant le texte et permettant les copies, par le fonctionnaire royal Anien à Aire.
Une lettre du roi accompagnant le bréviaire, reproduite dans certains manuscrits, indique qu'aucune autre loi ne doit être appliquée dans les cours de justice du royaume.

### Contenu du Bréviaire
Malgré le terme « bréviaire », il ne s'agit pas d'un simple abrégé, mais d'un véritable code juridique dans le sens moderne du mot, c'est-à-dire d'une collection de textes normatifs réunis dans un seul document.
Le Bréviaire comprend des lois et traités juridiques romains, dont il conserve la structure :
- des extraits ou résumés du Code de Théodose et des Novelles de Théodose II, Valentinien III, Marcien, Majorien et Sévère ;
- des extraits ou résumés des œuvres des principaux jurisconsultes romains du IIe siècle, notamment le Liber Gai, abrégé du travail de Gaius, et des extraits des Sentences de Paul ;
- des extraits de deux recueils non officiels de constitutions impériales, le code Grégorien et le code Hermogénien ;
- un fragment des Responsa de Papinien ;
- des Interpretationes provenant d'une œuvre tardive perdue composée en Gaule au Ve siècle.

## Une interprétation wisigothique et rénovée du droit

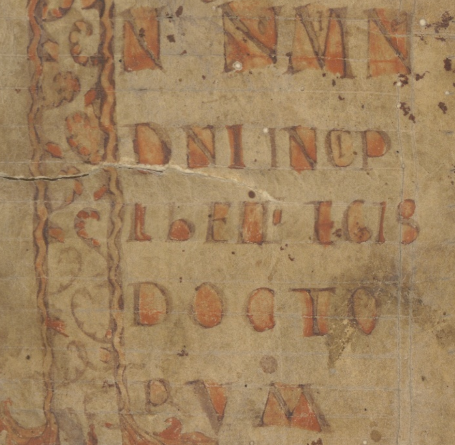
Bréviaire d'Alaric, bibliothèque du patrimoine de Clermont Auvergne Métropole à Clermont-Ferrand, cote MS 201.

Ce document marque une étape importante dans l'histoire du droit, puisqu'il offre une interprétation contemporaine du droit romain qui était en vigueur dans l'empire au Ve siècle à l'initiative d'un souverain barbare et dans un contexte de personnalité des lois.
Cette interpretatio, placée en marge de résumés ou d'extraits des textes juridiques et constitutionnels romains, constitue un commentaire officiel, qui se fonde principalement sur la pratique du droit au début du VIe siècle. Par ce biais, au contraire du roi des Francs et à l'instar des rois burgondes, le roi wisigoth ne se contente pas de laisser en application le droit théodosien, mais il le modifie. C'est dans cet esprit que le Bréviaire est d'abord composé par des juristes, à Aire, résidence royale wisigothe. Il est ensuite approuvé par les notables gallo-romains, ecclésiastiques et laïques, avant d'être promulgué par le roi Alaric II.

## Une opération de séduction politique
Certains historiens pensent aujourd'hui que le Bréviaire d'Alaric serait une pure opération de propagande destinée à obtenir l'adhésion des populations gallo-romaines, alors qu'Alaric II ne pouvait pas se targuer, comme Clovis, de s'être converti au catholicisme, mais restait arien. Ce point de vue modère l'intention écrite dans le Commonitorium qui introduit les lois : « corriger tout ce qui est injuste dans les lois. »

## Postérité duBréviaire d'Alaric
Après la conquête d'une partie du territoire des Wisigoths par le roi des Francs, à la suite de la victoire de Vouillé, par Clovis, le Bréviaire d'Alaric fut rendu applicable par ce dernier à tous ses sujets en Gaule. Le succès du Bréviaire apparaît dans le nombre important de manuscrits qui nous sont parvenus et dans les canons conciliaires et traités de juristes qui y font référence. Il demeura le texte de lois romaines le plus répandu jusqu'au XIe siècle notamment en Auvergne, au moment de la renaissance bolonaise du droit, quand furent découvertes en Occident les Compilations de Justinien et fondée l'université de Bologne.

## Éditions

### Manuscrits
Cinquante-trois manuscrits sont connus.
Liste non exhaustive :
- Manuscrit 201 de la bibliothèque du Patrimoine à Clermont-Ferrand, IXe ou Xe[10], probablement deuxième moitié du Xe siècle[11].
- Manuscrit 375 de la bibliothèque municipale de Lyon, IXe ou Xe siècle[12].
- Manuscrit H 24 de la bibliothèque interuniversitaire (section Médecine) à Montpellier, VIIIe siècle[13].
- Manuscrit H 136 de la bibliothèque interuniversitaire (section Médecine) à Montpellier, IXe ou Xe siècle[14],[15].
- Manuscrit Clm 22501 de la Bayerische Staatsbibliothek à Munich, VIe siècle[16].
- Manuscrit latin 4404 de la Bibliothèque nationale de France à Paris (en), IXe siècle[17],[18].

### Éditions imprimées
- Gustav Haenel, éd., Lex romana Wisigothorum, Berlin-Leipzig, 1847-1849 (reproduit par Scientia, Aalen, 1962).

#### Manuscrits
- Manuscrit 201 ou Pauli Liber legis doctorum (Bréviaire d'Alaric), Bibliothèque du patrimoine de Clermont-Ferrand (site Overnia.

#### Éditions imprimées
- « Lex Romana Visigothorum » [PDF], sur Roman Law Library, Gustavo Haenel, 1849

#### Autres documents
- A Handbook For Alaric's Codification, essai en anglais de José-Domingo Rodríguez-Martín (Madrid Complutense, 1999).
- Bréviaire d'Alaric II. Extrait d'Histoire de l'Aquitaine de M. de Verneilh-Puiraseau, 1822.
- Informations sur la Lex Romana Visigothorum sur le site de la Bibliotheca legum. A database on Carolingian secular law texts (allemand et anglais).